# Productregel (afgeleide)
De productregel is een formule om de afgeleide van een product van functies te bepalen.
Voor de afgeleide van het product van twee in het punt {\displaystyle a} differentieerbare functies {\displaystyle f} en {\displaystyle g} geldt:
{\displaystyle (fg)'(a)=f'(a)g(a)+f(a)g'(a)}
Deze regel wordt verkort wel genoteerd als:
{\displaystyle (fg)'=f'g+fg'}
De methode van partiële integratie in de integraalrekening is een direct gevolg van deze productregel en is vooral van toepassing wanneer de integrand kan worden geschreven als een product van twee functies.
De functies {\displaystyle f} en {\displaystyle g} in het onderstaande bewijs kunnen worden gedifferentieerd in het punt {\displaystyle a}.
{\displaystyle (fg)'(a)=\lim _{x\to a}{\frac {f(x)g(x)-f(a)g(a)}{x-a}}}
{\displaystyle =\lim _{x\to a}{\frac {(f(x)-f(a))g(x)+f(a)(g(x)-g(a))}{x-a}}}
{\displaystyle =\lim _{x\to a}{\frac {f(x)-f(a)}{x-a}}\lim _{x\to a}g(x)+f(a)\lim _{x\to a}{\frac {g(x)-g(a)}{x-a}}}
{\displaystyle =f'(a)g(a)+f(a)g'(a)}

## Voorbeeld
Beschouw de functie {\displaystyle h(x)=x^{3}\cos(x)}. Deze functie is te schrijven als het product van {\displaystyle f(x)=x^{3}} en {\displaystyle g(x)=\cos(x)}.
Nu is {\displaystyle f'(x)=3x^{2}} en  {\displaystyle g'(x)=-\sin(x)}. Toepassing van de productregel levert dan
{\displaystyle h'(x)=(x^{3}\cos x)'=(x^{3})'\cos x+x^{3}(\cos x)'=3x^{2}\cos x-x^{3}\sin x}

## Algemeen
De regel kan naar een product van meer dan twee functies worden uitgebreid.
Voor drie functies {\displaystyle f}, {\displaystyle g} en {\displaystyle h} is in de verkorte notatie
{\displaystyle \left(fgh\right)^{\prime }=f'gh+fg'h+fgh'}
Dit geeft uitgebreid naar {\displaystyle n} functies met behulp van het sommatie- en productsymbool
{\displaystyle \left({\prod \limits _{i=1}^{n}{f_{i}}}\right)^{\prime }\left(x\right)=\prod \limits _{i=1}^{n}{f_{i}\left(x\right)\cdot }\left({\sum \limits _{i=1}^{n}{\frac {f_{i}^{\prime }\left(x\right)}{f_{i}\left(x\right)}}}\right)}